# Guido Pozzo
Guido Pozzo (Trieste, 26 de dezembro de 1951) é um arcebispo da Cúria da Igreja Católica Romana.

## Biografia
Nasceu em Trieste, capital provincial e bispado, em 26 de dezembro de 1951.

### Formação e ministério sacerdotal
Depois de ter frequentado o liceu clássico "Petrarca" em Trieste, em 1970 ingressou como aluno no Almo Collegio Capranica; ele completou seus estudos na Pontifícia Universidade Gregoriana, obtendo um bacharelado em filosofia, uma licenciatura em teologia dogmática e um doutorado em teologia.
Em 24 de setembro de 1977 foi ordenado sacerdote na catedral de Trieste pelo arcebispo Pietro Cocolin.
Após a ordenação, colabora com a paróquia da cidade de Santa Teresa di Gesù Bambino e é professor no seminário episcopal.
Em 4 de maio de 1987 começou seu serviço como funcionário da Congregação para a Doutrina da Fé; ao mesmo tempo, é professor na Pontifícia Universidade Lateranense. Em 2003 foi nomeado secretário adjunto da Comissão Teológica Internacional.
Em 21 de novembro de 2004 recebeu o título honorário de prelado honorário de Sua Santidade do Papa João Paulo II.
Em 8 de julho de 2009, o Papa Bento XVI o nomeou secretário da Pontifícia Comissão Ecclesia Dei; sucede a Mario Marini, falecido em 24 de maio anterior.

### Ministério episcopal
Em 3 de novembro de 2012, o Papa Bento XVI o nomeia arcebispo titular de Bagnoregio e esmola de Sua Santidade; ele sucede Félix del Blanco Prieto, que renunciou depois de ter atingido o limite de idade. No dia 17 de novembro seguinte recebeu a ordenação episcopal, na basílica de San Lorenzo in Damaso, em Roma, do cardeal Tarcisio Bertone, secretário de Estado da Santa Sé, co-consagrando os arcebispos Gerhard Ludwig Müller (mais tarde cardeal), prefeito de a Congregação para a Doutrina da Fé e Giampaolo Crepaldi, bispo de Trieste.
Em 30 de abril de 2013 foi nomeado consultor da Congregação para a Doutrina da Fé.
Em 3 de agosto do mesmo ano, o Papa Francisco novamente o nomeou secretário da Pontifícia Comissão "Ecclesia Dei"; ele deixou o cargo de esmola de Sua Santidade para o arcebispo Konrad Krajewski.
Em 17 de janeiro de 2019, o Papa Francisco suprime a Pontifícia Comissão "Ecclesia Dei"  e o nomeia superintendente da economia da Pontifícia Capela Sistina de Música.